# Top50
Mit Top50 wird für Deutschland amtliches topografisches Kartenmaterial im Maßstab 1:50.000 bezeichnet, das auf optischen Datenträgern (DVD-ROM) erhältlich war. Herausgeber waren die Landesvermessungsämter der Bundesländer. 
Top50, derzeit in der Version 7.0, basiert auf dem Kartenbetrachter Geogrid-Viewer der Firma EADS für Windows als Geoinformationssystem (GIS). Dieser visualisiert unterschiedliche Kartenansichten wie beispielsweise Freizeitkarten, Geländeschnitte oder 3D-Ansichten. Teilweise sind Karten auch in weiteren Maßstäben, z. B. 1:200.000, beinhaltet.
Es sind mehrere Ebenen definierbar, in denen grafische Elemente georeferenziert eingezeichnet oder als Vektordaten aus Dateien geladen und über Top50-Karten gelegt werden. Die Dateien mit Dateinamenserweiterung OVL liegen entweder (mit begrenztem Funktionsumfang) im Textformat (ASCII) oder je nach Top50-Version in binärem, proprietärem Dateiformat vor, bzw. sind aktuell in gepacktem Format ZIP auf Basis von XML realisiert.
Auch die Einbindung von GPS sowie der Import von Routen aus GPS-Empfängern ist enthalten, ebenso der Export. Mit Hilfe eines Plug-ins können Karten auf mobile Geräte übertragen werden.
Die Daten der Top50-Datenträger lassen sich auch in verschiedenen Programmen Dritter, u. a. Picopolo, QuoVadis und Global Mapper einbinden. Damit bleibt die Nutzung des Kartenmaterials nicht auf die Anwendung im Geogrid Viewer der Top50-Produkte beschränkt.
Auf gleicher Softwarebasis gibt es in einigen Landesvermessungsämtern auch Top10 (BW, BY, NW, SN) oder Top25 (BW) mit vergleichbarem Leistungsumfang aber anderen Maßstäben des Kartenmaterials (1:10.000 bzw. 1:25.000).
Die vom österreichischen Bundesamt für Eich- und Vermessungswesen mittlerweile in der Version 5.0 auf DVD-ROM herausgegebene Austrian Map (kurz AMap) basiert auf derselben Software wie die deutschen Top50-Karten, dem Geogrid-Viewer. Wegen des integrierten, dreidimensionalen Landschaftsfluges erhielt das Produkt mit der Version 4.0 den Namen Austrian Map Fly (kurz AMap Fly).